# Luke Adams
Luke Kendall Adams (Myumi (Tanzania), 22 oktober 1976) is een Australische snelwandelaar. Hij werd meervoudig Australisch kampioen. Ook nam hij driemaal deel aan de Olympische Spelen, maar won hierbij geen medailles.

## Loopbaan
Adams leverde zijn beste prestaties tijdens de Gemenebestspelen in 2002, 2006 en 2010, waarop hij vier zilveren medailles veroverde (waarvan drie op de 20 km snelwandelen en een op de 50 km snelwandelen). Daarnaast behaalde hij een aantal top-tienklasseringen bij de wereldkampioenschappen en de Olympische Spelen.
Adams is woonachtig in Bankstown en studeert industriële vormgeving.

## Titels
- Australisch kampioen 20 km snelwandelen - 2003, 2007
- Australisch kampioen 50 km snelwandelen - 2010

## Persoonlijke records
Baan
| Onderdeel             | Prestatie | Datum            | Plaats   |
| --------------------- | --------- | ---------------- | -------- |
| 3000 m snelwandelen   | 10.59,04  | 3 juli 2007      | Cork     |
| 5000 m snelwandelen   | 18.56,67  | 27 februari 2010 | Sydney   |
| 10.000 m snelwandelen | 40.04,88  | 19 februari 2005 | Adelaide |

Weg
| Onderdeel          | Prestatie | Datum             | Plaats      |
| ------------------ | --------- | ----------------- | ----------- |
| 10 km snelwandelen | 38.41     | 18 september 2010 | Peking      |
| 20 km snelwandelen | 1:19.15   | 10 mei 2008       | Tsjeboksary |
| 35 km snelwandelen | 2:36.33   | 3 september 2011  | Daegu       |
| 50 km snelwandelen | 3:43.39   | 21 augustus 2009  | Berlijn     |

## Prestaties
| Jaar | Wedstrijd        | Plaats        | Resultaat | Onderdeel |
| ---- | ---------------- | ------------- | --------- | --------- |
| 1994 | WJK              | Lissabon      | 24e       | 10.000 m  |
| 1999 | Wereldbeker      | Mézidon-Canon | 55e       | 20 km     |
| 2002 | Gemenebestspelen | Manchester    | 2e        | 20 km     |
| 2002 | Wereldbeker      | Turijn        | 29e       | 50 km     |
| 2003 | WK               | Parijs        | 5e        | 20 km     |
| 2004 | OS               | Athene        | 16e       | 20 km     |
| 2004 | Wereldbeker      | Naumburg      | 14e       | 20 km     |
| 2005 | WK               | Helsinki      | 10e       | 20 km     |
| 2006 | Gemenebestspelen | Melbourne     | 2e        | 20 km     |
| 2006 | Gemenebestspelen | Melbourne     | 2e        | 10 km     |
| 2006 | Wereldbeker      | La Coruña     | 18e       | 20 km     |
| 2007 | WK               | Osaka         | 7e        | 20 km     |
| 2008 | Wereldbeker      | Tsjeboksary   | 7e        | 20 km     |
| 2008 | OS               | Peking        | 6e        | 20 km     |
| 2008 | OS               | Peking        | 10e       | 50 km     |
| 2009 | WK               | Berlijn       | 18e       | 20 km     |
| 2009 | WK               | Berlijn       | 6e        | 50 km     |
| 2010 | Gemenebestspelen | Delhi         | 2e        | 20 km     |
| 2011 | WK               | Daegu         | 5e        | 50 km     |
| 2012 | Wereldbeker      | Saransk       | 27e       | 20 km     |
| 2012 | OS               | Londen        | 26e       | 50 km     |